# Jeunesse Hautcharage
Jeunesse Hautcharage was een Luxemburgse voetbalclub in Hautcharage.
Jeunesse Hautcharage (1919) speelde één seizoen in de hoogste klasse (1981/82). In 1971 won de club wel de beker en mocht het seizoen erna meedoen in de strijd om de Europa Cup II. In deze competitie kreeg de club een pak slaag van Chelsea FC dat 21 keer scoorde over de 2 wedstrijden. In Londen werd de eindstand 13-0 en is daarmee een van de meest doelpuntrijke wedstrijden uit de geschiedenis van het Europese voetbal. In de thuiswedstrijd werd de einduitslag bepaald op 0-8.
In 1997 fuseerde de club met US Bascharage tot de club UN Käerjeng 97.

## Erelijst
- Beker van Luxemburg (1971)

## In Europa
#Q = #voorronde, #R = #ronde, T/U = Thuis/Uit, W = Wedstrijd, PUC = punten UEFA coëfficiënten 
Uitslagen vanuit gezichtspunt Jeunesse Hautcharage
| Seizoen                                                    | Competitie   | Ronde | Land              | Club       | Totaalscore | 1e W    | 2e W     | PUC |
| ---------------------------------------------------------- | ------------ | ----- | ----------------- | ---------- | ----------- | ------- | -------- | --- |
| 1971/72                                                    | Europacup II | 1R    | Vlag van Engeland | Chelsea FC | 0-21        | 0-8 (T) | 0-13 (U) | 0.0 |
| Totaal aantal behaalde punten voor UEFA coëfficiënten: 0.0 |              |       |                   |            |             |         |          |     |